# João de Melo Sampaio e Albuquerque
João de Melo e Sampaio Almeida e Albuquerque (Farejinhas, Castro Daire, 10 de junho de 1782 – Farejinhas, Castro Daire, 3 de dezembro de 1852) foi um nobre e oficial militar português, veterano das Guerras Peninsulares, capitão-mor da Companhia de Ordenanças de Castro Daire e comandante do Batalhão de Voluntários Realistas de Castro Daire durante a Guerra Civil Portuguesa.

## Biografia

### Início de Vida
João de Melo e Sampaio Almeida e Albuquerque nasceu na localidade Farejinhas, na casa brasonada da localidade, residência de seus pais, e foi batizado na Igreja Matriz de Castro Daire a 10 de junho de 1782. Neto, por parte paterna de Luís Bernardo de Albuquerque e D. Maria Caetana de Sampaio e Melo, e por parte materna de José Teixeira Pimentel Rebelo e D. Felícia de Almeida, foi seu padrinho de batismo Manuel Homem de Almeida e Albuquerque, Ajudante na Sé de Viseu e, como madrinha, é consagrado à Nossa Senhora.
Nascido e criado no seio de uma família da aristocracia local da Beira Alta em finais de século XVIII, João é criado numa sociedade agrária, conservadora e profundamente católica. Todos estes traços, iriam vincar os seus ideais. A sua mãe, D. Joana Pimentel Rebelo, é descrita como a criadora da variedade de pera Joana, natural dos seus terrenos da Casa Brasonada de Farejinhas.
Em 1801, com 19 anos, desloca-se à Universidade de Coimbra, onde se matricula a Matemática a 12 de outubro, e a 31 de outubro em Direito. A 23 de junho de 1806, finda o seu percurso na Universidade, tendo obtido aprovação unânime em todas as suas provas (nemine discrepante), licenciando-se em Direito.

### Início de Comando
A 8 de janeiro de 1816, por reforma do anterior comandante, é nomeado como o novo capitão-mor da Companhia das Ordenanças de Castro Daire.
Profundamente tradicionalista e miguelista, o agora capitão-mór das Ordenanças recebe em Castro Daire um pároco, Domingos José de Araújo, que seria um elo de ligação na região de contactos entre miguelistas, de forma à sublevação da comarca a favor de D. Miguel. Um primo seu, José de Melo Albuquerque, de mesma forma, mantinha alguns contactos, na comarca de Lamego, para o mesmo efeito, juntamente com outros. Durante este período turbulento, após a revolução vintista e a instabilidade política e social do País, a diferença entre os meios urbanos e rurais é aumentada. Em 1823, é feito Comandante-Geral das Ordenanças da Comarca de Lamego, e, posteriormente, Comandante-Geral das Ordenanças da Beira Alta.
Em abril de 1829, é formado oficialmente o Batalhão de Voluntários Realistas de Castro Daire, que por sua vez são uma reorganização das antigas Companhias de Ordenanças das Guerras Peninsulares. No entanto, o seu agora comandante e coronel, João de Melo e Albuquerque, apenas em outubro de 1830, mais de um ano depois, envia ao Duque do Cadaval a sua proposta de oficiais para o seu Batalhão.

### Guerras Liberais
Com a eclosão da Guerra Civil Portuguesa, o Batalhão, apesar de se tratar de um exército de segunda linha, maioritariamente composto por soldados milicianos, irregulares ou antigos soldados, demonstra capacidade nas batalhas, tendo sido o seu valor em combate reconhecido por ambos os lados. Em julho de 1832, com o início do Cerco do Porto, o Batalhão tem ordem de marcha, de modo a reforçar os soldados, com a missão de retomar para o lado miguelista a cidade. Pelas seis da madrugada do dia 29 de setembro de 1832, naquilo que se iria chamar, posteriormente de ataque de São Miguel. Juntamente com outras unidades, o Batalhão de Voluntários Realistas de Castro Daire carrega sobre as posições liberais na região da Campanhã, tendo algum sucesso inicial, mas tomando imensas baixas. Com a perda do ímpeto inicial, as forças liberais, constituídas na sua grande maioria por forças do exército regular, apesar de numericamente inferiores conseguem repelir os ataques sucessivos das linhas miguelistas. Com isto, o número de baixas no lado realista é altíssimo, havendo bastantes baixas de praças e oficiais no batalhão, tendo o capitão da companhia, António de Freitas Pinto e Sousa, morrido nesse combate.
Com o elevadíssimo número de baixas sofridas no Cerco do Porto, tanto pelos sangrentos combates como pela doença ou deserção, João de Melo Albuquerque redige vários documentos ao duque do Cadaval, e ao Marquês de Tancos, Ajudante General do Exército, de modo a tentar solucionar os postos vagos de oficiais no batalhão. Apesar da promoção de alguns oficiais subalternos a postos superiores, é de notar a necessidade (e cada vez maior com o decurso da guerra), de se arranjar oficiais para o comando do Batalhão. No fim da guerra, encontra-se na Couraça de Lisboa, em Coimbra, onde acaba por intervir, com sucesso, no impedimento de uma tentativa de espancamento de Adrião Pereira Forjaz de Sampaio.
Miguelista, conservador e tradicionalista convicto, com a assinatura do tratado de Évora Monte, a capitulação do partido miguelista, e consequentes perseguições a miguelistas pelo País, João de Melo Albuquerque retira-se para a sua terra natal, onde passará os últimos anos de sua vida, com grande angústia. Acaba por falecer, a 3 de dezembro de 1852, em sua casa, solteiro e sem descendência, nem testamento. Consta, que pediu para ser sepultado "conforme os antigos ritos e usos" da Igreja de Castro Daire, e foi sepultado no cemitério da mesma.
Foi o último descendente direto da linhagem dos senhores da casa grande nas Farejinhas.